# ユビュ王

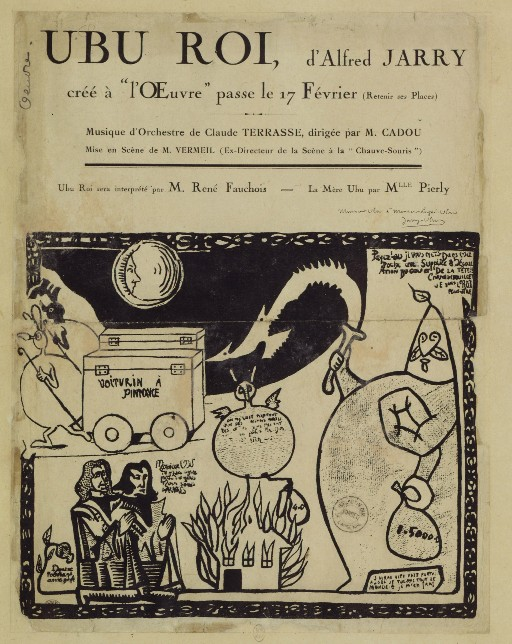
『ユビュ王』の初版（1896年）

『ユビュ王』（仏: Ubu Roi）は、アルフレッド・ジャリの1888年の戯曲。
不条理演劇に重大な影響を与えた。悪意に満ちた卑劣なユビュ親爺についての演劇。ユビュ親爺が王位を簒奪してやりたい放題の限りを尽くすが追放され、諸国を放浪するという不条理に満ちた物語である 

## 初演
1896年12月9日、パリで初演された。
- 演出：リュネ・ポー
- 舞台装置：ピエール・ボナール（ロートレックらも舞台装置に協力した）
- 音楽：クロード・テラス（ボナールの義弟）

ユビュ王の第一声「くそったれ！(merdre !)」で始まり、辛辣で卑猥な台詞が続く芝居に客席は騒然となり、大スキャンダルを巻き起こした。この公演によってジャリの名声は高まり、ボナールが飼い犬に「ユビュ」、ステファヌ・マラルメが飼い猫に「ムッシュー・ルビュ」、「マダム・ルビュ」と名付けるなど、「ユビュ」は一種の社会現象となった。

## 関連作品
- マックス・エルンスト、ジョアン・ミロなどがユビュ王の名を冠した絵画を残している。
- ベルント・アロイス・ツィンマーマン：管弦楽曲「ユビュ王の晩餐のための音楽」 - カールハインツ・シュトックハウゼンへの批判として書かれ、全曲を通して過去の音楽およびシュトックハウゼンが引用される。
- フランツ・フンメル、クシシュトフ・ペンデレツキが歌劇を作曲している。